# Josef Nadj

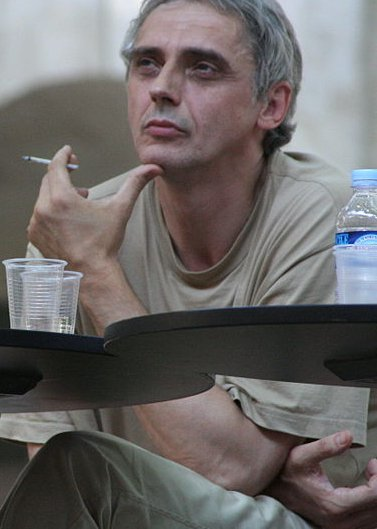
Josef Nadj en 2006.

Josef Nadj, nacido el 13 de diciembre de 1957 en Kanjiža, Serbia (entonces en la provincia autónoma de Voivodina en Yugoslavia), es un bailarín, coreógrafo, artista plástico y fotógrafo francés de origen yugoslavo.

## Biografía
Josef Nadj procede de una familia de habla magiar de Yugoslavia. Tras estudiar historia del arte y música en la Universidad de Budapest, así como artes marciales, expresión corporal y teatro, llegó a París en 1980 para tomar clases de mimo con Marcel Marceau (de 1980 a 1982) y Étienne Decroux (de 1982 a 1983). Descubrió el mundo de la danza contemporánea con Lari Leong, François Verret, Catherine Diverrès y Mark Tompkins, y participó en algunas de sus creaciones.
En 1986 creó su propia compañía, Théâtre Jel, y al año siguiente representó su primera creación, Canard pékinois, en el Théâtre de la Bastille en París. Entre los bailarines de la compañía destacaban Nasser Martin-Gousset, József Sárvári y László Rókás que estuvieron durante años.
De 1995 a 2016 dirigió el Centro coreográfico nacional de Orleans.
En 2006, creó con el pintor catalán Miquel Barceló Paso doble, una acción artística en directo sobre un muro de arcilla para el Festival de Aviñón. Esta performance efímera se reprodujo luego en París, Madrid, Atenas, Nueva York, la Bienal de Venecia y Barcelona, entre otras ciudades. Su paso por Mali, en África, fue filmado por el realizador Isaki Lacuesta en un documental titulado El cuaderno de barro.
En 2006, fue galardonado con el Premio Europa en Turín.
En 2017, fundó su compañía Atelier 3+1, y empezó a dar mas protagonismo a las artes plásticas y la fotografía en sus creaciones.

## Premios y condecoraciones
- 2002 : Grand Prix de la danse du Syndicat de la critique por Petit Psaume du matin y Les Philosophes[8]
- 2002 : Caballero de las Artes y las Letras[9]
- 2006 : Premio Europa: Premio Europa Realidades Teatrales (PERT)
- 2011 : Oficial de las Artes y las Letras